# Lake Dale
Der Lake Dale ist ein See im Southland District der Region Southland auf der Südinsel von Neuseeland.

## Geographie
Der Lake Dale befindet sich rund 2,5 km östlich des Te Hāpua / Sutherland Sound und rund 100 m südöstlich des Light River, in den der See entwässert. Mit einer Seefläche von 12,2 Hektar umfasst den auf einer Höhe von 266 m liegende See eine rund 1,47 km lange Uferlinie. Dabei erstreckt sich der Lake Dale über eine Länge von rund 490 m in Südsüdwest-Nordnordost-Richtung und misst an seiner breitesten Stelle rund 345 m in Westnordwest-Ostsüdost-Richtung.
Zulauf bekommt der See über einen Bach, der seine Wässer von Nordosten zuträgt.